# Hope (película de 2025)
Hope (en coreano: 호프; RR: Hopeu) es una próxima película surcoreana de suspenso y ciencia ficción escrita y dirigida por Na Hong Jin. En el reparto figuran Hwang Jung-min, Jo In-sung, Hoyeon Jung, Alicia Vikander y Michael Fassbender.

## Argumento
Un misterioso descubrimiento en un pueblo que desemboca en una lucha por la supervivencia.

## Reparto
- Hwang Jung-min
- Jo In-sung
- Hoyeon Jung
- Alicia Vikander
- Michael Fassbender
- Taylor Russell
- Cameron Britton
- Uhm Tae-goo
- Lee Kyu-hyung

## Producción

### Desarrollo
Al parecer, el guionista y director Na Hong Jin colaboraba originalmente en el proyecto con Alfonso Cuarón. Es el primero de Na Hong Jin desde The Wailing en 2016. Ha descrito cómo la película se desarrolló a partir de una idea que tuvo en 2017 o 2018 de una sola imagen que se le ocurrió mientras comía en un restaurante. Está producida por Forged Films, con Plus M Entertainment como distribuidor internacional y UTA Independent Film Group y Plus M como distribuidores en Norteamérica. La fotografía es de Hong Kyung-pyo, que también colaboró en The Wailing. Al parecer, el presupuesto de la película fue superior al de cualquier otra película coreana anterior.

### Casting
El reparto incluye a HoYeon Jung, Hwang Jung-min, Jo In-sung, Uhm Tae-goo y Lee Kyu-hyung, así como a Michael Fassbender y Alicia Vikander, que utilizan el inglés en la película. Se trata de la primera colaboración en pantalla del matrimonio real formado por Vikander y Fassbender desde la película de 2016 La luz entre los océanos. En abril de 2023, Cameron Britton y Taylor Russell se unieron al reparto.

### Rodaje
La fotografía principal tuvo lugar en 2023 en Bukpyeong-myeon. Entre los lugares de rodaje se encuentra Namchang, en el condado de Haenam. El rodaje también tuvo lugar en Rumania, en los alrededores de las Montañas Retezat. Vikander y Russell habían completado su bloque de rodaje en julio de 2024.

## Estreno
La película se estrenará en 2025.